# Rotwasser
Rotwasser är ett vattendrag i Österrike.   Det ligger i förbundslandet Wien, i den östra delen av landet, 11 km väster om huvudstaden Wien.
I omgivningarna runt Rotwasser växer i huvudsak blandskog. Runt Rotwasser är det mycket tätbefolkat, med 3 134 invånare per kvadratkilometer.